# Fatos Sela
Fatos Sela (ur. 2 października 1948 w Tiranie, zm. 18 grudnia 2013 tamże) – albański aktor teatralny i filmowy.

## Życiorys
W 1972 ukończył studia na wydziale aktorskim Instytutu Sztuk w Tiranie. Po studiach przez trzy lata pracował jako reżyser w Telewizji Albańskiej. W 1975 przeszedł do Teatru Dramatycznego Bylis działającego w Fierze. W 1995 powrócił do Tirany i został zatrudniony w Teatrze Ludowym, w którym występował do końca kariery scenicznej.
W filmie wystąpił po raz pierwszy w 1977, grając rolę Hodo w filmie Gunat mbi tela. Potem zagrał jeszcze w 8 filmach fabularnych, w trzech z nich były to role główne.
W 1989 został uhonorowany przez władze Albanii tytułem Zasłużonego Artysty (alb. Artist i Merituar).

## Role filmowe
- 1977: Gunat mbi tela jako Hodo
- 1981: Shtëpia jonë e përbashket jako Bashkim
- 1982: Nëntori i dytë jako oficer serbski
- 1983: Gracka jako Baja
- 1985: Të paftuarit jako Cezar Dibra
- 1985: Vjeshtë e nxehtë e 41'se jako Bako
- 1987: Një vit i gjatë jako Likurg
- 1988: Pesha e kohës jako Trifon
- 1990: Pas takimit te fundit jako komisarz Gani
- 1997: Bolero jako instruktor baletu
- 2001: Tirana, viti 0 jako mieszkaniec Tirany